# Lista över ordensregistratorer vid Kungl. Maj:ts Orden
Detta är en lista över Kungl. Maj:ts Ordens registratorer. Ämbetet upphörde 22 mars 1952.

## Ordensregistratorer
- 1810–1814: Fredrik August Adelswärd
- 1814–1817: Carl Adolf Gyllenram
- 1817–1823: Lars Fredrik Cronhielm
- 1823–1832: Olof Johan Lagerheim
- 1832–1838: Carl Gustaf Eickstedt d'Albedyhll
- 1838–1839: Ulrik Koskull
- 1841–1845: Carl Fabian Wrede
- 1845–1854: Carl Jedvard Bonde
- 1854–1862: Henrik Gustaf von Wahrendorff
- 1859–1862: Fredrik Wilhelm Rehbinder (i survivans)
- 1881–1883: Axel August Cronhielm
- 1883–1890: Axel Robert von Mecklenburg
- 1890–1895: Carl Silfverstolpe
- 1895–1896: Fredrik Melker August Lagerfelt
- 1896–1899: Adam Lewenhaupt (tillförordnad)
- 1899–1909: Adam Lewenhaupt
- 1909–1919: Gustaf Thomas August von Rosen
- 1919–1935: Fredrik Wilhelm Oscar Leuhusen
- 1935–1952: Harald Fleetwood

## Ordensregistratorer i Norge
- 1839–: Severin Henrik Ernst Løvenskiold